# 私の心が聞こえる?
『私の心が聞こえる?』（わたしのこころがきこえる、原題：내 마음이 들리니）は、韓国で2011年4月2日から7月11日までMBCで放送された脚本家ムン・ヒジョン作の連続テレビドラマ。毎週土曜日と日曜日の夜9時50分から毎回1時間ほど15週間全30回にわたって放送された。最高視聴率は第9回の約22パーセントで、最終回の視聴率は約16パーセントだった。
演出は『ファンタスティック・カップル』などを演出したキム・サンホが担当した。脚本を担当したムン・ヒジョンはすでに『天国の階段』（3人の脚本家の共作）や『ラスト・スキャンダル』などの脚本を書いていた。
物語は子供時代から始まる。主人公チャ・ドンジュは子供の時の事故によって耳が聞こえなくなり、その後読唇術によって聴覚障害を隠して事業家として生きる。ヒロインのポン・ウリは子供の時に母を亡くし、母の結婚相手で知的障害のある義父と暮らす。子供の時に知り合い、長じて再会するドンジュとウリを軸に、それぞれに困難を抱えた登場人物の人間模様が描かれる。

## 登場人物

### 主要人物
チャ・ドンジュ
演 - キム・ジェウォン（子役: カン・チャニ）
事業家。子供の時の事故で耳が聞こえないが、読唇術で相手の言うことを理解し、聴覚障害を隠している。
ポン・ウリ〈25歳〉
演 - ファン・ジョンウム（子役: キム・セロン）
子供の時にドンジュと出会う。母を亡くして、義父ポン・ヨンギュと暮らす。義父ヨンギュは母の結婚相手で知的障害がある。
ポン・マル（チャン・ジュナ）
演 - ナムグン・ミン（子役: ソ・ヨンジュ）
ポン・ヨンギュの息子。ウリの義兄。成績優秀で野心家。知的障害がある父を嫌っていて、家を出ることになる。ドンジュが隠している聴覚障害の事実を知ったことをきっかけに、チャン・ジュナと改名し、ドンジュの兄同然の存在になる。

### ドンジュの関連人物
カン・ミンス
演 - コ・ジュニ
アメリカに留学し、アメリカの有名化粧品会社に勤めていた優秀な研究員。
テ・ヒョンスク
演 - イ・ヘヨン
ドンジュの母。ウギョングループ創業者テ会長の一人娘。夫を亡くし、秘書室長だったジンチョルと再婚する。
チェ・ジンチョル
演 - ソン・スンファン
ヒョンスクの再婚相手。ドンジュの義父。利己的で計算高い男。

### ウリの関連人物
ナ・ミスク
演 - キム・ヨジン
ウリの母。耳が聞こえず、手話で会話する。理髪店の助手をしていて、ヨンギュに求愛され結婚するが、ほどなくして事故死する。
ポン・ヨンギュ
演 - チョン・ボソク
マルの父。ウリの義父。知的障害があり、知能は7歳程度という設定。
ファン・スングム
演 - ユン・ヨジョン
ヨンギュの母。ヨンギュの結婚によって、ウリの祖母となる。
キム・シネ
演 - カン・ムニョン
スングムの娘。ウギョングループ会長の娘の秘書になる。「私の名前は狂女で、腐った女」という設定。

### スンチョルとその関連人物
イ・スンチョル
演 - イ・ギュハン
ウリと幼馴染。ウリを愛している。
スンチョルの母
演 - ファン・ヨンヒ
養鶏場を営む。
スンチョルの父
演 - イ・ソンミン
妻を頼りにして生きている。

## 賞とノミネート
| 年度 | 賞                        | カテゴリー                       | 受賞者                              | 結果       |
| ---- | ------------------------- | -------------------------------- | ----------------------------------- | ---------- |
| 2011 | 第4回コリアドラマアワード | 最優秀俳優賞                     | キム・ジェウォン                    | ノミネート |
| 2011 | 第4回コリアドラマアワード | 最優秀監督賞                     | キム・サンホ                        | ノミネート |
| 2011 | MBC演技大賞               | 今年のドラマ                     | 私の心が聞こえる？                  | ノミネート |
| 2011 | MBC演技大賞               | ミニシリーズ部門優秀俳優賞       | キム・ジェウォン                    | 受賞       |
| 2011 | MBC演技大賞               | ミニシリーズ部門優秀俳優賞       | ナムグン・ミン                      | ノミネート |
| 2011 | MBC演技大賞               | ミニシリーズ部門優秀女優賞       | ファン・ジョンウム                  | 受賞       |
| 2011 | MBC演技大賞               | ミニシリーズ部門ゴールデン演技賞 | チョン・ボソク                      | 受賞       |
| 2011 | MBC演技大賞               | 人気俳優賞                       | キム・ジェウォン                    | 受賞       |
| 2011 | MBC演技大賞               | 人気女優賞                       | ファン・ジョンウム                  | ノミネート |
| 2011 | MBC演技大賞               | ベストカップル賞                 | キム・ジェウォン ファン・ジョンウム | ノミネート |